# Alitam
Alitam je neenergijsko, visoko intenzivno sintetično sladilo. Spada v drugo generacijo umetnih sladil. Je 2000-krat slajši od saharoze.

## Odkritje
V zgodnjih 80. letih so ga razvili v podjetju Pfizer. Tržijo ga pod imenom Aclame.

## Kemijska zgradba
Alitam je dipeptid, sestavljen iz L-asparaginske kisline, D-alanina. Njegovo kemijsko ime je (3S)-3-amino-4-[ [(1R)-1-metil-2-okso-2-[(2,2,4,4-tetrametil-3-tietanil)amino]etil]amino]-4-oksobutanojska kislina. 

## Lastnosti in uporaba
Ima izrazit, sladek okus, se dobro topi v vodi, je stabilen pri visokih temperaturah, zato se lahko uporablja pri kuhanju in pečenju. Lahko se pojavijo priokusi, pri dolgotrajnem skladiščenju pijač pa se lahko pojavi izguba okusa. V kombinaciji z drugimi sladili ima sinergističen učinek. Asparaginska kislina se normalno presnavlja, preostali alaninski amid pa se naprej ne hidrolizira.
Za drugo generacijo umetnih sladil še niso bile izvedene obsežne raziskave o njihovih nevarnih učinkih. Ne sumijo, da bi lahko alitam povzročal raka ali bil genotoksičen.
Ker ne vsebuje fenilalanina, ga lahko uživajo tudi ljudje s fenilketonurijo. 
V Evropi in ZDA ni odobren.